# Strzelecki Highway
Der Strzelecki Highway ist eine Fernstraße im Süden des australischen Bundesstaates Victoria. Er verbindet die Morwell Thorpdale Road in Morwell mit dem Bass Highway und dem South Gippsland Highway in Leongatha.

## Verlauf
Im Zuge der Ausweitung des Tagebaus für das Kraftwerk Hazelwood wurde der Beginn des Strzelecki Highway nach Westen verlegt. Er ist nun die Fortsetzung der Morwell Thorpdale Road (B460) und kreuzt bald nach seinem Beginn den Princes Freeway (M1) am Westrand von Morwell. Dann führt er nach Südwesten bis zur Kleinstadt Leongatha am Gippsland Highway (A440). Der Bass Highway (B460) bildet seine Fortsetzung bis zur Küste.

## Wichtige Kreuzungen und Anschlüsse
| Strzelecki Highway                                                         |                              |                                | |
| Anschlüsse Richtung Nordosten                                              | Entfernung nach Morwell (km) | Entfernung nach Leongatha (km) | Anschlüsse Richtung Südwesten |
| Ende Strzelecki Highway weiter als Morwell-Thorpdale Road nach Morwell     | 1                            | 55                             | Beginn Strzelecki Highway von der Morwell-Thorpdale Road                                                                                     |
| Traralgon, Sale Princes Freeway                                            | 1                            | 55                             | Traralgon, Sale Princes Freeway |
| Warragul, Melbourne Princes Freeway                                        | 1,5                          | 54,5                           | Warragul, Melbourne Princes Freeway |
| Thorpdale Morwell-Thorpdale Road                                           | 9                            | 47                             | Thorpdale Morwell-Thorpdale Road |
| Thorpdale, Trafalgar Mirboo North-Trafalgar Road                           | 22                           | 34                             | Thorpdale, Trafalgar Mirboo North-Trafalgar Road                                                                                             |
| Boolarra, Churchill Boolarra South-Mirboo North Road                       | 30                           | 26                             | Mirboo North |
| Boolarra, Churchill Boolarra South-Mirboo North Road                       | 30                           | 26                             | Boolarra, Churchill Boolarra South-Mirboo North Road                                                                                         |
| Dumbalk, Meeniyan Meeniyan-Mirboo North Road                               | 31                           | 25                             | zur Wilsons Promontory; Dumbalk, Meeniyan Meeniyan-Mirboo North Road                                                                         |
| Mirboo North                                                               | 31                           | 25                             | zur Wilsons Promontory; Dumbalk, Meeniyan Meeniyan-Mirboo North Road                                                                         |
| TOURISTENEISENBAHNLINIE INS SÜDLICHE GIPPSLAND UND NACH LEONGATHA          | 56                           | 0                              | TOURISTENEISENBAHNLINIE INS SÜDLICHE GIPPSLAND UND NACH LEONGATHA                                                                            |
| Korumburra, Melbourne South Gippsland Highway                              | 56                           | 0                              | Korumburra, Melbourne South Gippsland Highway                                                                                                |
| Beginn Strzelecki Highway vom South Gippsland Highway und vom Bass Highway | 56                           | 0                              | Ende Strzelecki Highway weiter als South Gippsland Highway nach Foster / Yarram und Bass Highway nach Inverloch / Wonthaggi / Phillip Island |